# Лидский замок

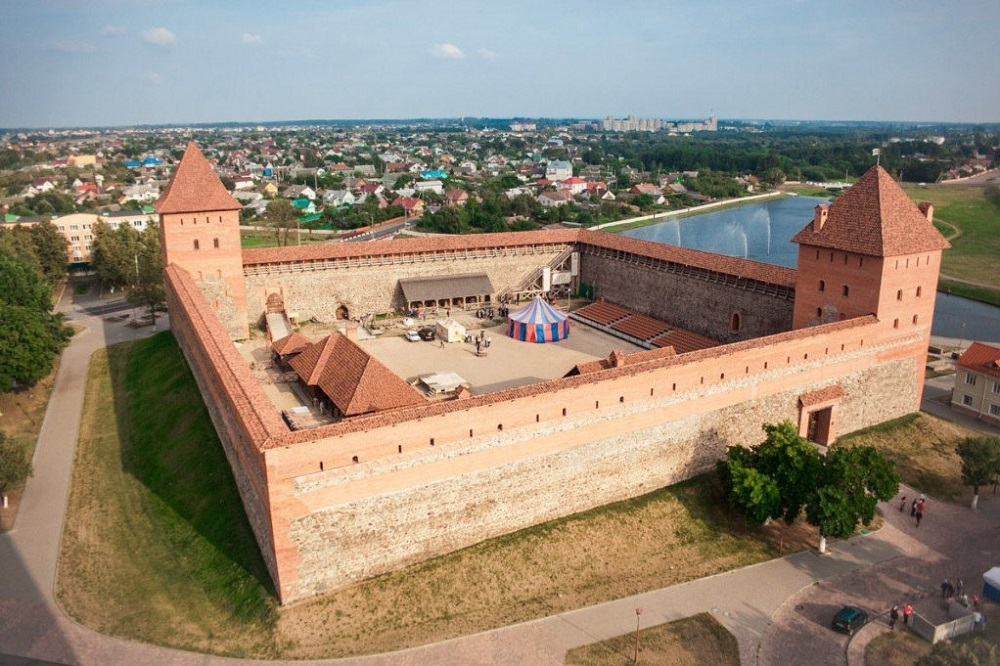
Вид на Лидский замок

Лидский замок (бел. Лідскі замак) — замок в Беларуси, в городе Лида, построенный в 1323 году по поручению князя Гедимина. Входил в линию защиты против крестоносцев Новогрудок — Крево — Медники — Троки. Входит в структуру Лидского историко-художественного музея.

## Постройка
Замок был сооружён из бутового камня и кирпича, имел в плане форму неправильного четырёхугольника с двумя угловыми башнями и был поставлен на насыпном песчаном холме, окружённом болотистыми берегами рек Лидеи и Каменки, с севера — рвом шириной около 20 м, который соединял эти реки и отделял замок от города. Позже, вероятно, в XVI—XVII вв., в систему предзамковых укреплений с востока было включено искусственное озеро.
На замковом дворе размещались православная церковь (в 1533 перенесена в город), жилые и хозяйственные постройки, с 1568 — суд, архив, острог. Жилые помещения размещались на верхних этажах башен.

## Параметры замка
Замок имеет форму неправильного четырёхугольника. Самая длинная — северная стена, её длина 93,5 м. Южная стена — самая короткая, 80 метров. Западная и восточная стены имеют длину 84 и 83,5 метров соответственно.

## Осады и битвы
В 1383 году после штурма замок взяли крестоносцы и частично разорили его. В 1392 году отряды немецких и английских рыцарей и армии их тогдашнего союзника князя Витовта осадили и взяли замок. Замок неоднократно отбивался от нападений: в 1406 — от отрядов смоленского князя Юрия Святославича, в 1433 — от армий князя Свидригайлы, в 1506 — от отрядов крымских татар. Летом 1659 года замок штурмом захватила армия Российского царства.
Во время Северной войны (1700—1721) замок был дважды разрушен шведами, которые взорвали его башни. Последняя битва здесь произошла в 1794 году между повстанцами Костюшко, которые защищались в руинах замка, и российской армией.

## Разрушение

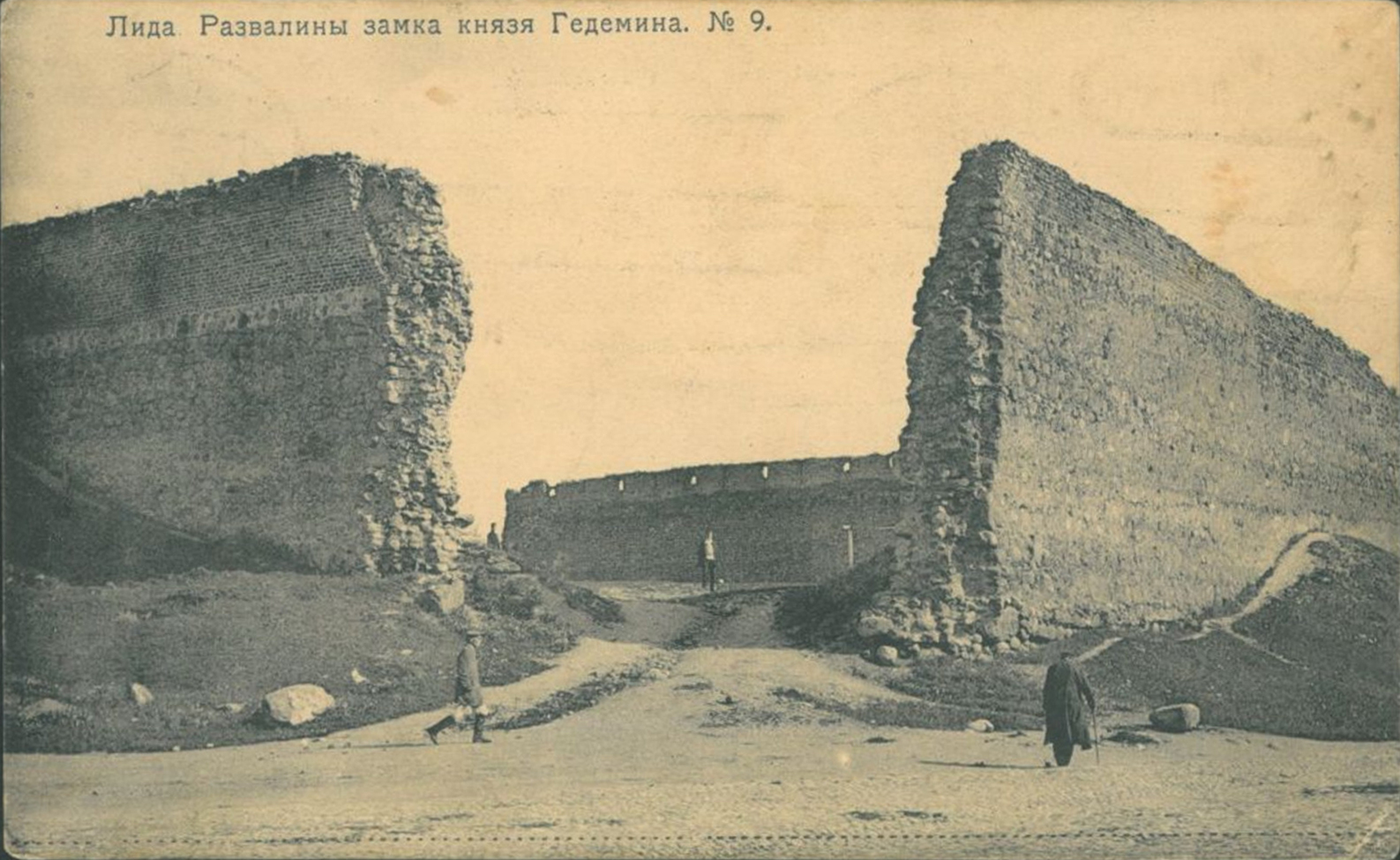
Лидский замок в 1912 году

В 1892 году Лида сгорела, причём огонь уничтожил весь центр, включая здание ратуши XVIII в. Городские власти начали разбор и распродажу замковых строений, используя их для восстановления города. С откосов замкового холма стали брать песок. Тогда были почти целиком уничтожены остатки юго-западной башни и разобрана часть западной стены.
В 1920-х годах замковые строения были чуть подновлены польскими реставраторами. На месте повреждённого северо-западного угла появились деревянные ворота, через которые можно было попасть на замковое подворье. Летом здесь часто останавливался странствующий цирк или зверинец, а зимой посреди двора ставили ёлку и заливали каток. Летом 1929 года замок изучал известный художник Язэп Дроздович и посвятил ему альбом зарисовок.
В 1955 году Лидский замок вошёл в список памятников архитектуры, взятых под государственную охрану, хотя это и не остановило его разрушения. В следующие десятилетия на территории замка существовал небольшой стадион, часто останавливался передвижной зверинец.

## Воссоздание
В 1985 году осуществлена полная консервация Лидского замка. Два последние десятилетия ведутся (с перерывами) реставрационные работы; вновь отстроенные части крепостных стен выделяются кирпичным цветом. Реконструированы обе башни. Археологические исследования здесь проводили Михаил Ткачев, Олег Трусов, Александр Кравцевич. Сейчас замок стал центром проведения рыцарских фестивалей. В настоящее время в 2 башнях располагается экспозиция.

## В искусстве

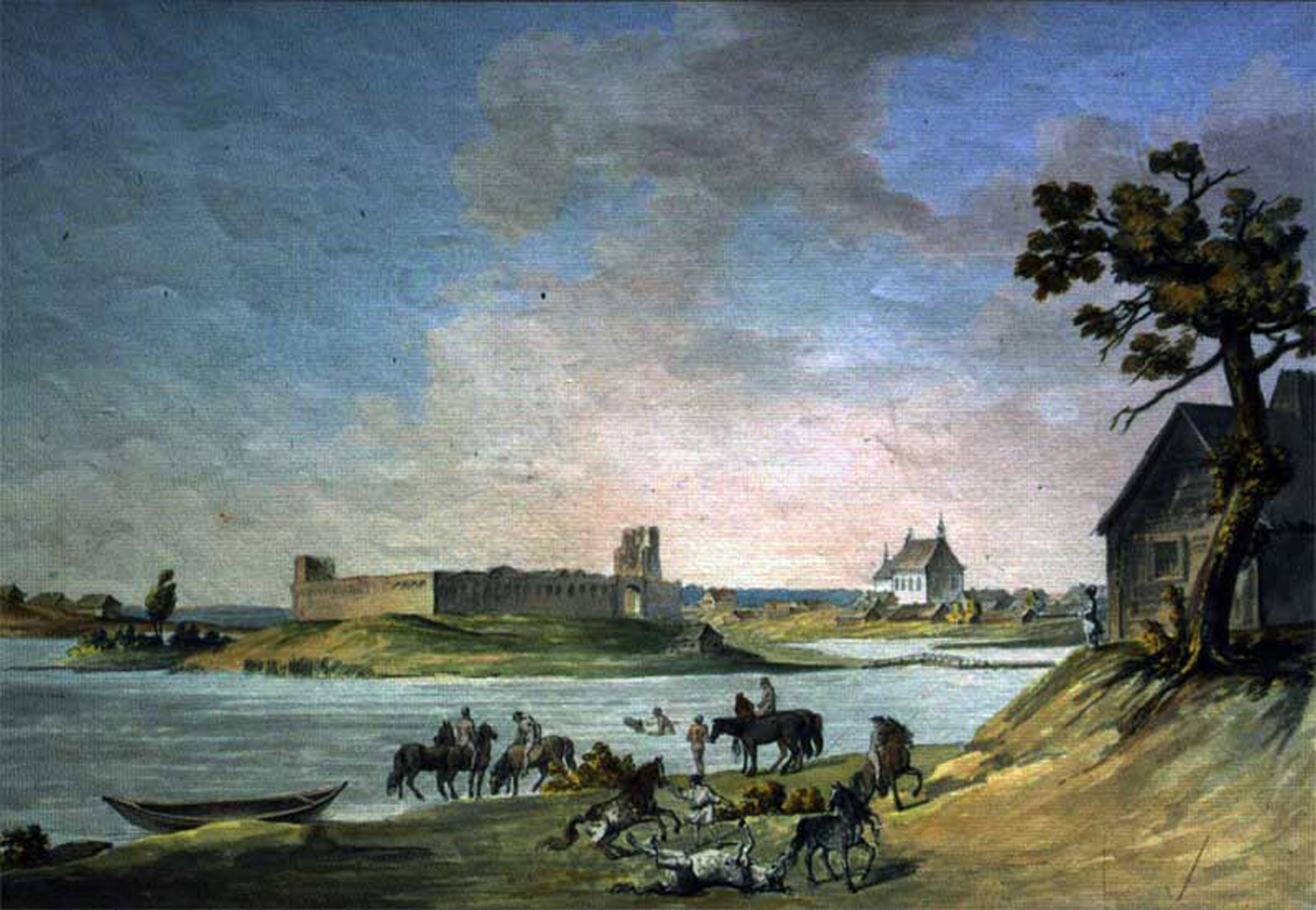
Ю. Пешка Местечко и замок, нач. XIX века
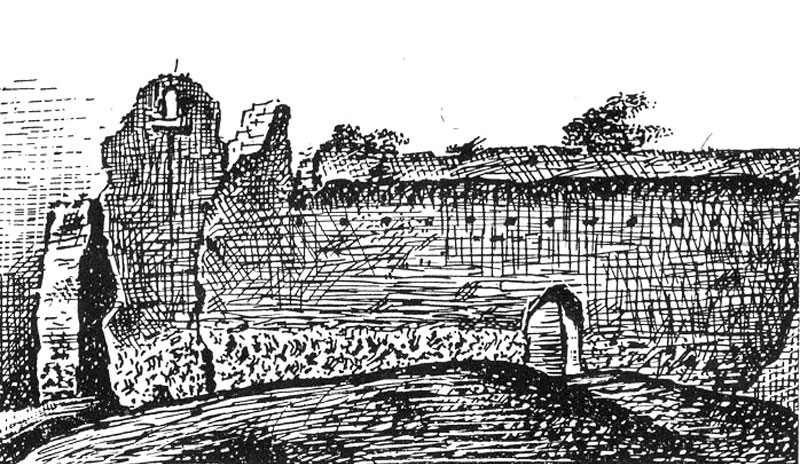
М. Кулеша, около 1825 года
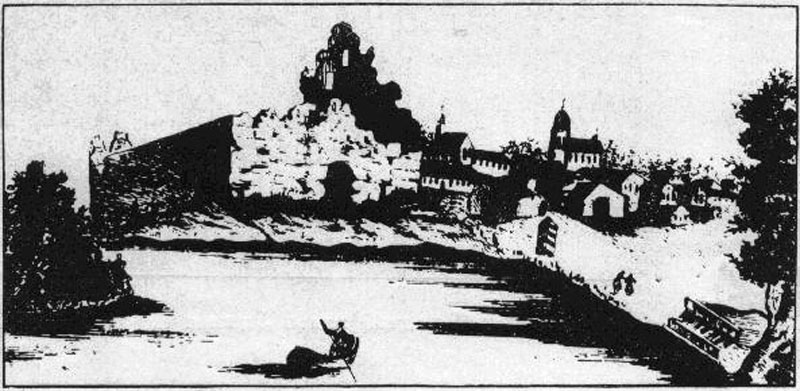
Неизвестный автор,  1-я пол. XIX века
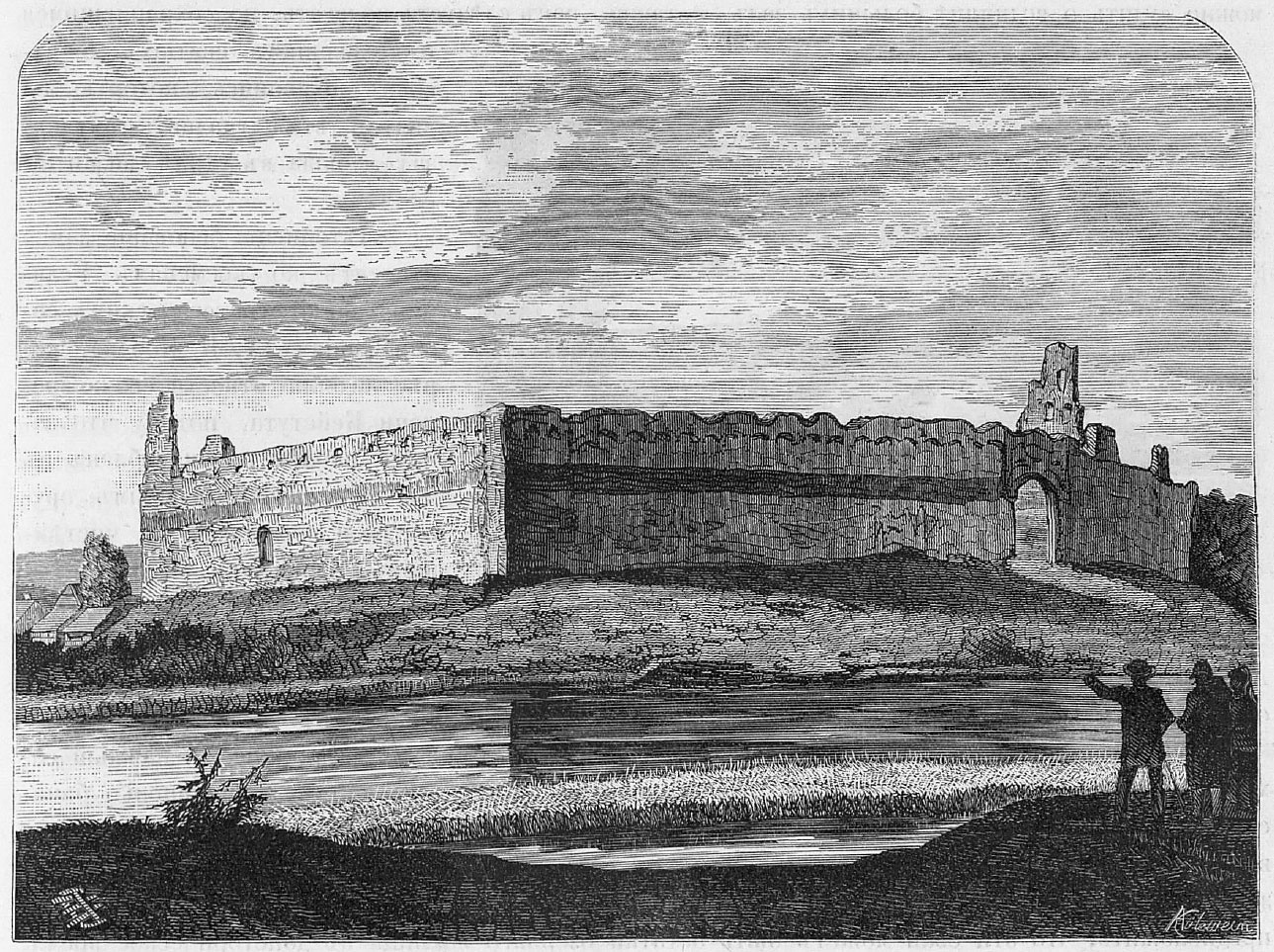
В. Дмаховский,  1-я пол. XIX века
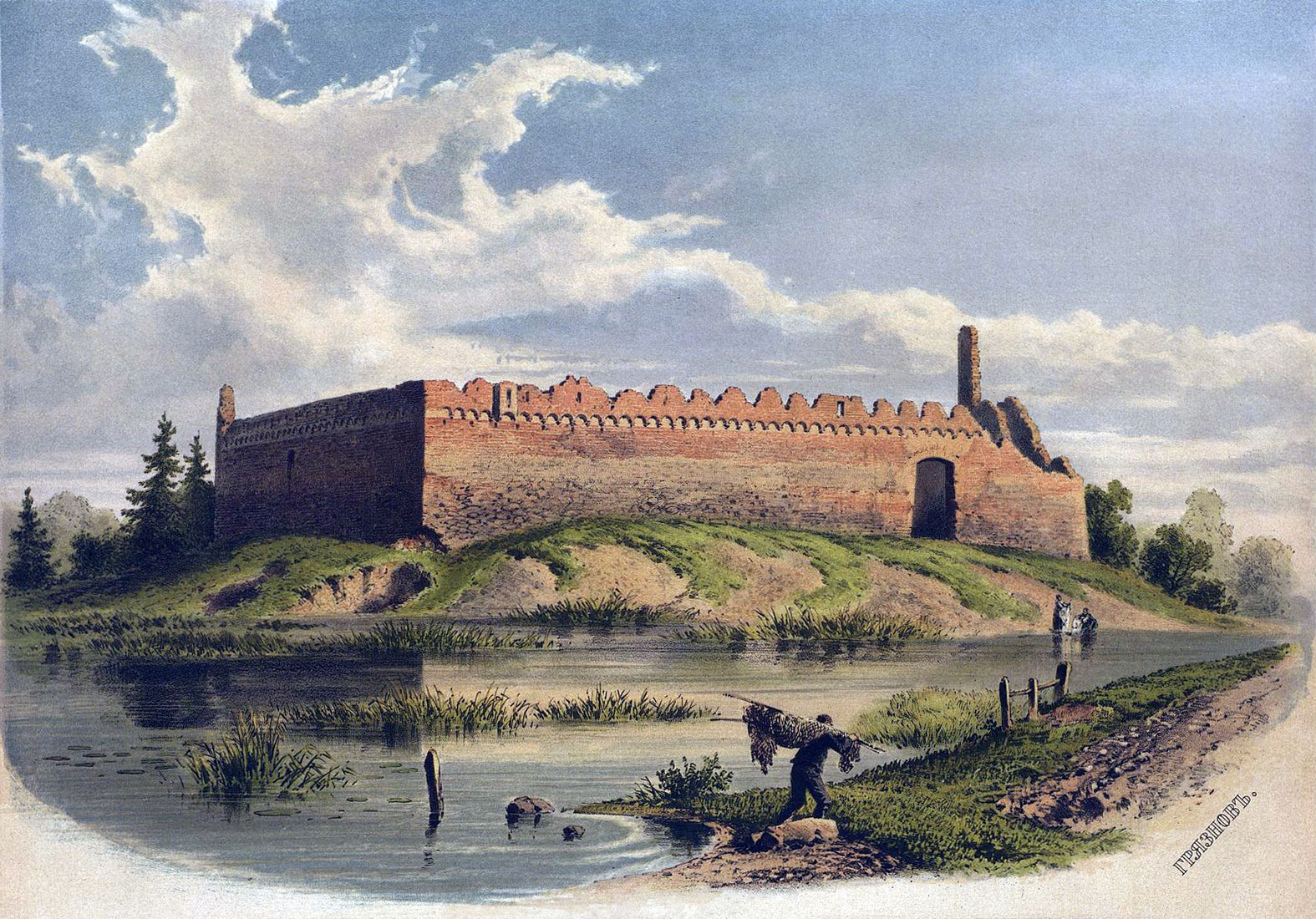
В. Грязнов, 1-я пол. XIX века
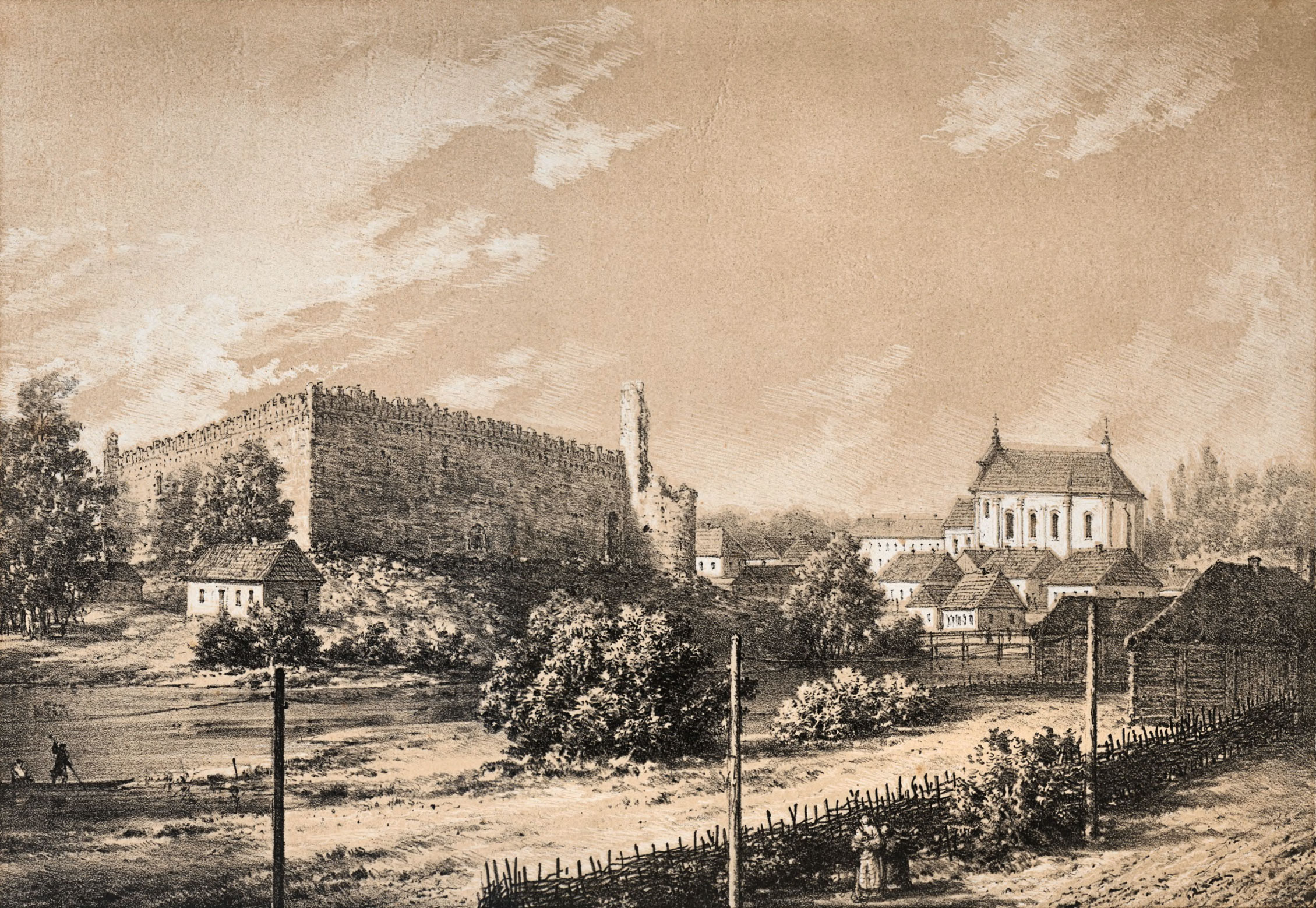
Н. Орда Лида над рекой Лидеей, 2-я пол. XIX века

## В филателии и нумизматике

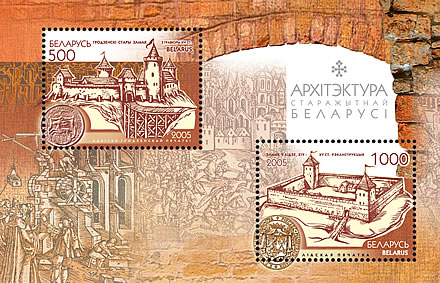
Почтовый блок Беларуси, 2005
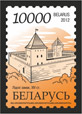
Почтовая марка Беларуси, 2012
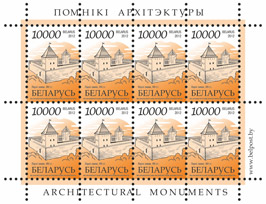
2012
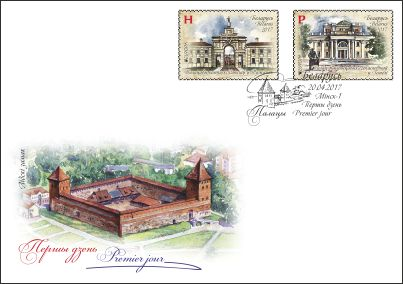
Конверт, 2017
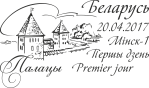
Специальный почтовый штемпель Беларуси, 2017